# Old Boy (série de televisão)
Old Boy (chinês simplificado: 老男孩, pinyin: Lǎo Nánhái) é uma série de televisão chinesa exibida pela Hunan TV entre 4 de março e 19 de abril de 2018, estrelada por Ariel Lin e Liu Ye.

## Enredo
Um belo piloto de linha aérea comercial, Wu Zheng (Liu Ye) e um professor de inglês de elite, bonito mas temperamental, Lin Xiao'ou (Ariel Lin) se encontram por acaso na Austrália em circunstâncias bastante desagradáveis. Seu relacionamento começa com o pé errado, mas o destino fará com que eles se cruzem várias vezes.

## Elenco
- Liu Ye como Wu Zheng
- Ariel Lin como Lin Xiao'ou
- Lei Jiayin como Shi Fei
- Hu Xianxu como Xiao Han
- Guo Shutong como Ye Zi
- Wang Yanzhi como Fei Wenli
- Li Jianyi como Li Liqun
- Ni Hongjie como Ding Fangru
- Wang Ding como Li Lei
- Zhou Qi como Zhou Zhou
- Wang Ce como Zhou Zhengyi
- Wei Wei como Ye Xin
- Zeng Li como Xiao Wei
- Chi Feng como Wang Xiujuan
- Liang Jingxian como Wang Shan
- Yang Xizi como Li Keman
- Tan Kai como capitão Zheng
- Li Guangjie como Xiao Yue
- Lin Peng como Lu Dazhi
- Hua Mingwei como principal Ou
- Zhou Xianxin como Wu Shuying
- Li Jialin como tia Wen
- Hu Kun como Xiao Qi
- Zhang Lan como mãe Ou
- Liu Qi como Wang Yifu

## Trilha sonora
| N.º | Título                                                     | Artista(s)            | Duração |  |
| 1.  | "Time (时光)" (Tema de abertura)                           | Old Boy Singing Group |         |  |
| 2.  | "City of Merry Go Round (牧马城市)" (Tema de encerramento) | Mao Buyi              |         |  |
| 3.  | "Old Boy"                                                  | Leo Ku                |         |  |
| 4.  | "Boy That Does Not Age (不老男孩)"                         | Leo Ku                |         |  |
| 5.  | "The Moment of Giving Up (放下的时候)"                     | Liu Ye                |         |  |
| 6.  | "Losing the Importance (失重)"                             | Yisa Yu               |         |  |
| 7.  | "Before I Go (我走之前)"                                   | Chen Chen & Zhan Bo   |         |  |
| 8.  | "Direction of Light (光的方向)"                            | Zhan Bo               |         |  |